# Luchtwachttoren 7T1 - Winschoten
De Luchtwachttoren Winschoten is een luchtwachttoren (postnaam Winschoten, postnummer 7T1, type E1506) aan de Meidoornlaan 18 in Winschoten, aan de grens met Napels-West (Westerlee), iets ten zuiden van de Spoorlijn Harlingen - Nieuwe Schans (traject Wiederline: Groningen-Leer) in de Nederlandse provincie Groningen.
De toren heeft een hoogte van 16,58 meter en is gebouwd van prefab betonnen raatbouwelementen. Boven op de toren is het uitkijkplatform, dat bestaat uit een open ruimte met een 1,5 meter hoge borstwering. Aan de noordwestzijde van het uitkijkplatform is een overdekte schuilnis.
De toren werd gebouwd rond 1954, bij de oprichting van het Korps Luchtwachtdienst (KLD) en vormde een luchtwachtkring met de luchtwachttorens in Onstwedde (7T2; Beukenweg 10) en Bellingwolde (7T3, Slengweg 13, Rhederbrug, 23,04 meter). In 1968 werd de KLD opgeheven en verloren de torens hun functie. De luchtwachttorens van Onstwedde en Bellingwolde werden gesloopt, maar de luchtwachttoren van Winschoten bleef bestaan, doordat deze voor omgerekend 45 euro werd verkocht aan de eigenaar van de aangrenzende woning. Deze liet in de jaren 1970 de populieren kappen die ter camouflage rond de toren stonden om deze minder herkenbaar te maken vanuit de lucht.

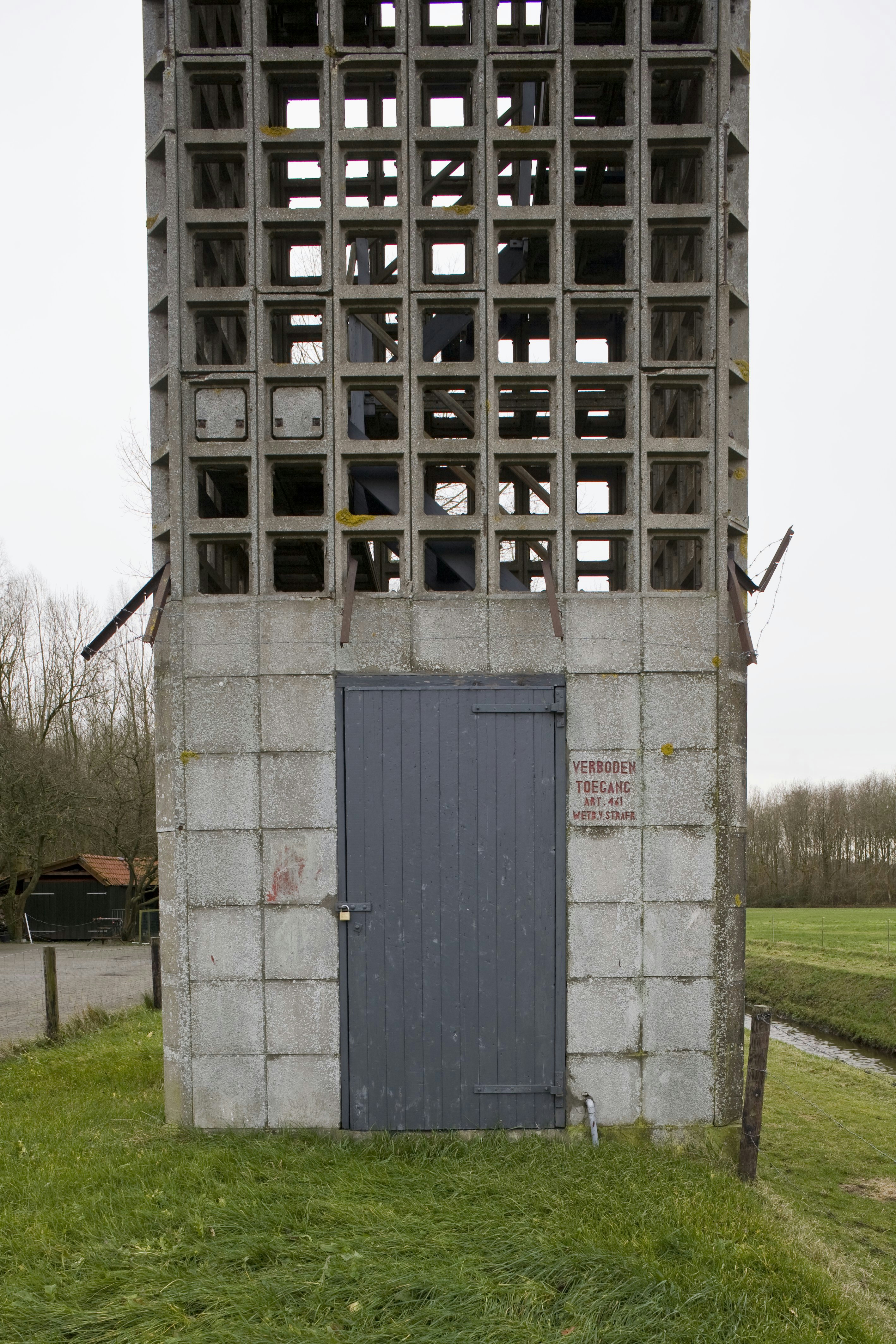
Ingang naar de toren
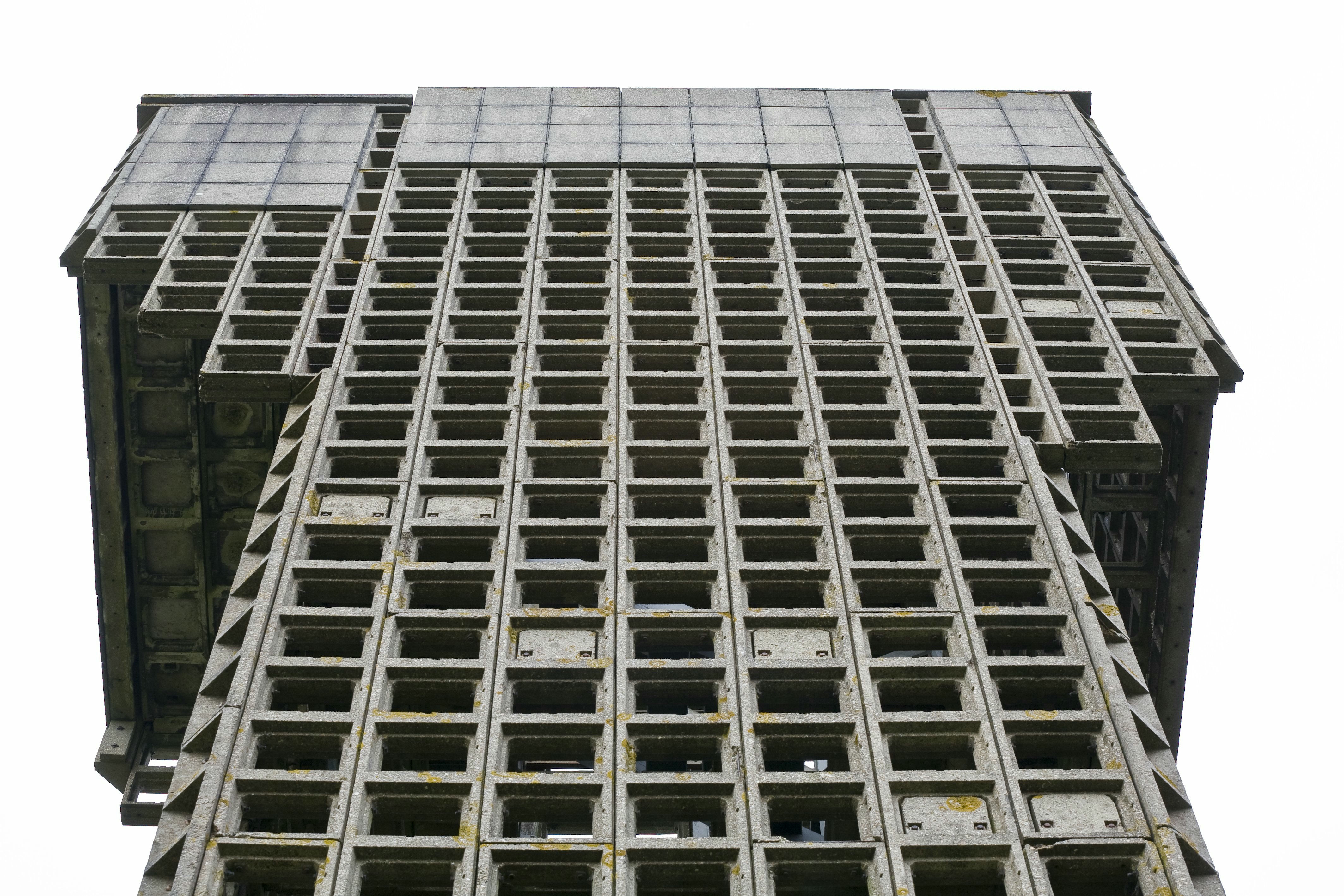
Bovendeel
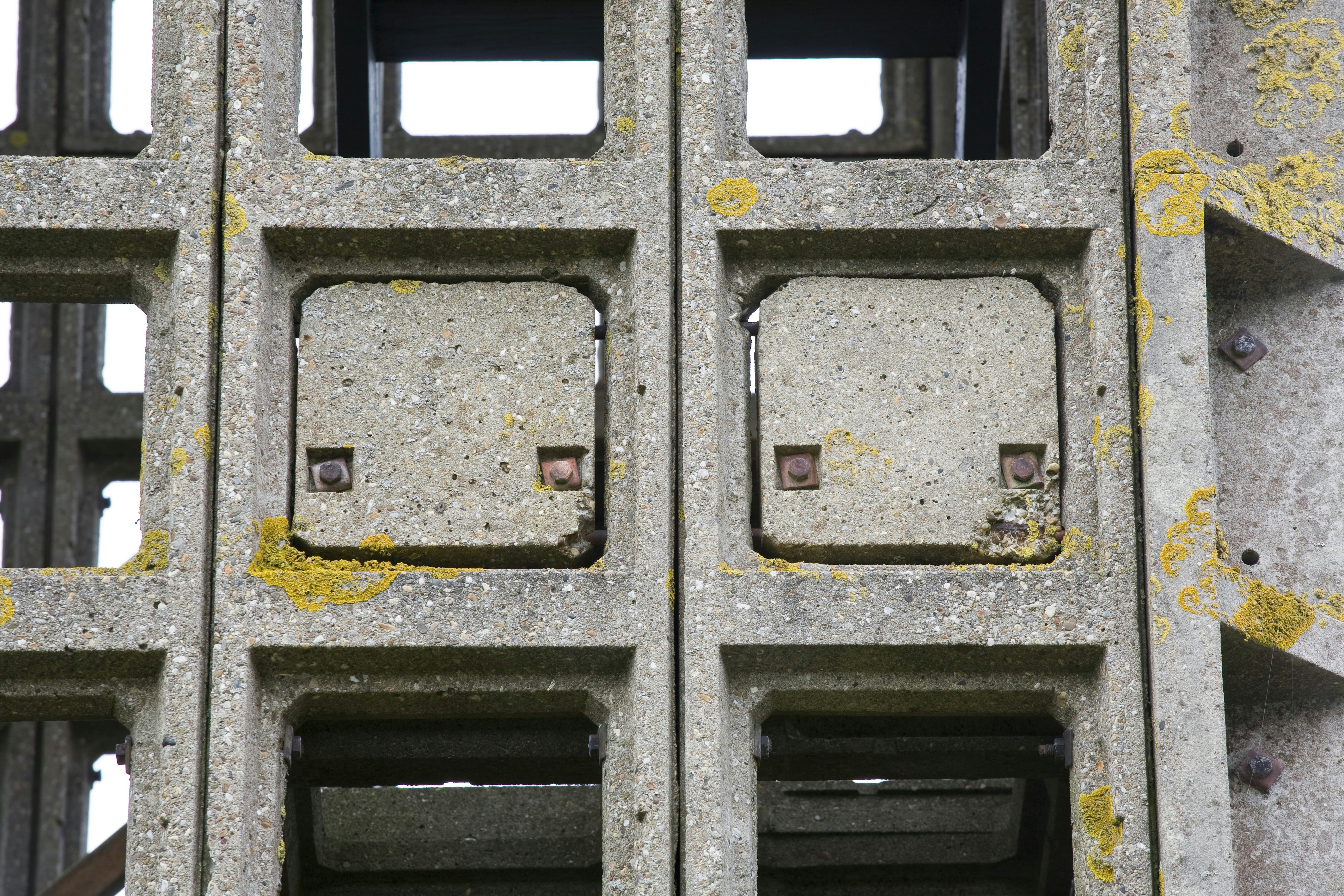
Nader detail met onder meer verbindingsbouten